# DC–6
A DC–6 a Douglas Aircraft Company által kifejlesztett négymotoros, alsószárnyas, túlnyomásos kabinnal ellátott, közepes és nagy hatótávolságú utasszállító repülőgép. A prototípus első repülését 1946. február 15-én hajtotta végre. A DC–6 az 1950-es évek klasszikus repülőgépe. Megbízhatósága és gazdaságossága miatt nagyon kedvelt volt, összesen 703 példánya készült el 1946 és 1959 között, katonai és polgári célokra egyaránt alkalmazták. Katonai teherszállító változatát C–118 Liftmaster néven rendszeresítette az Amerikai Egyesült Államok Légiereje (USAF).

## Története
A második világháborúban a C–47 Skytrain/DC–3 Dakota és a DC–4/C–54 Skymaster nagyon sikeres volt, de a háború előrehaladtával egyre nagyobb lett az igény egy a DC–4-nél nagyobb kapacitású szállítórepülőgépre. Ugyanakkor a Douglas repülőgépgyár tisztában volt azzal, hogy a háború után a polgári légiközlekedés rohamos fejlődésnek fog indulni, ezért szükség lesz egy nagy kapacitású utasszállító repülőgépre is. Ezért beindították a DC–6 programot. Mivel a gép csak 1946-ra készült el, ezért már az II. világháborúban nem került felhasználásra, azonban a polgári légiközlekedésnek továbbra is szüksége volt rá.
A gépet túlnyomásos törzzsel tervezték, hogy magasabban közlekedhessen és ezáltal gazdaságosabb legyen az üzemeltetése. A kor „divatjának” megfelelően sárkányszerkezete hagyományos elrendezésű lett. A repülőgép a DC–4-esnél hosszabb törzset és nagyobb teljesítményű motorokat kapott, de az elődjénél jól bevált szárnyat megtartották.
Az 1946-ra elkészült prototípust az Amerikai Légierő vásárolta meg és XC–112A kísérleti típusjelzéssel látta el. Az első polgári üzemeltető az American Airlines volt. Az AA 1947-ben állította forgalomba a DC–6-ot a New York–Chicago útvonalon. Az ötvenes évek elejétől kezdve a DC–6 elkezdte leváltani az addig szinte egyeduralkodó DC–3-at. A típusnak két fő vetélytársa lett: a Lockheed Constellation és a Boeing 377 Stratocruiser. A Boeing 377 komoly hátránnyal indult a „versenyben”, mert a három típus közül ezt állították forgalomba a legkésőbb. A DC–6 és a „Connie” azonban mindvégig versenyben maradt. Végül a Lockheednek körülbelül 150-nel több Constellationt sikerült értékesítenie.
A konkurenciaharc miatt mindkét repülőgépet többször is továbbfejlesztették. A DC–6-nak több utas és/vagy teherszállító változata alakult ki. Később a Lockheed a TWA kérésére elkezdte fejleszteni a nagyobb kapacitású és erősebb motorokkal felszerelt Super Constellationt. Emiatt az American Airlines 1951-ben felajánlotta a Douglas Aircraftnak, hogy 25 repülőgépet vásárol 40 millió dollárért, amennyiben kifejleszt egy a DC–6-nál nagyobb kapacitású repülőgépet. Így alakult ki a Douglas DC–7, amely hosszabb törzzsel készült, és erősebb Wright R–3350–EA1 típusú, 3400 lóerős (2535 kW-os) 18 hengeres csillagmotorokkal szerelték fel. Ebből a típusból 338 db-ot gyártottak 1953 és 1958 között.
Ez a repülőgép volt az utolsó nagy kapacitású dugattyús motoros utasszállító. A hatvanas években a sugárhajtású utasszállítók (Boeing 707, Douglas DC–8, Convair 880/990, Sud Aviation Caravelle) elkezdték kiszorítani a dugattyús típusokat az utasforgalomból, így a DC–6-ot is. Azonban ezt a típust a mai napig használják néhány országban, főleg teherszállító feladatokat látnak el velük. Emellett a felújított példányok a repülőnapok kedvelt látványosságai is. 2002-ben még 49 DC–6 állt szolgálatban.
A Malév ugyan nem üzemeltette a típust, azonban a Budapest Liszt Ferenc nemzetközi repülőtéren is megfordultak. Hazánkban legutoljára 2013-ban járt DC–6 a Red Bull színeiben és az május elsejei rendezvényeken tartott légi bemutatót.

## Típusváltozatok
- DC–6 – Alapváltozat, ezzel kezdték meg a DC–6-osok gyártását, a prototípus is ide tartozott. Később ezt fejlesztették tovább. Összesen 175 db készült belőle.
- DC–6A – Teherszállító változat.
- DC–6B – Utasszállító változat, 1951 februárjában repült először. A DC–6A-ból és a B-ből összesen 74 darabot gyártottak.
- DC–6C – A legsikeresebb típusváltozat. Kedvelt volt, mert a légitársaságok könnyen át tudták alakítani utasszállítóról teherszállítóra, vagy fordítva. 288 darabot állítottak forgalomba 1958-ig.
- C–118A – Az Amerikai Egyesült Államok Légiereje által üzemeltetett katonai változat.
- R6D – Az Amerikai Egyesült Államok Haditengerészete (US Navy) által alkalmazott katonai változat. A C–118A-ból és az R6D-ból összesen 166 db készült. R6D–1 jelzéssel 65 darab épült (gyakorlatilag DC–6A), melyből négyet  R6D–1Z jelzéssel alakulattörzs-szállítóvá építettek át.

## Műszaki adatok (DC–6B)

### Méret- és tömegadatok
- Fesztávolság: 35,81 m
- Hosszúság: 32,18 m
- Magasság: 8,66 m
- Szárnyfelület: 135,9 m²
- Üres tömeg: 25 110 kg
- Maximális felszálló tömeg: 48 535 kg
- Utasférőhely: 54–102 fő
- Személyzet: 3 fő

### Motorok
- Motorok száma: 4 db
- Típusa: Pratt & Whitney R–2800–CB17 1700 kW (2500 LE) teljesítményű 18 hengeres, kétkoszorús csillagmotor
- Légcsavar: Hamilton Standard 43E60 háromtollú légcsavar

### Repülési adatok
- Utazósebesség: 507 km/h
- Hatótávolság: 4836 km
- Szolgálati csúcsmagasság: 7620 m
- Emelkedőképesség: 5,44 m/s

## Külső hivatkozások
- DC–6 képek
- DC–6 az airliners.net-en
- Oldprops.com
- The Six